# Михаило Недељковић
Михаило Недељковић (Ниш 16. март 1888 — Дахау 20. фебруар 1945) је био пешадијски бригадни генерал Краљевине Југославије.

## Биографија
Војну академију завршио 1908. године. Пред Први балкански рат и у току њега био вођа Добровољачког одреда. У Првом свјетском рату био је командир чете, али је већ новембра 1914. године заробљен и одведен у заробљеништво у Аустрију. Други светски рат затекао га је на положају команданта пешадије Вардарске дивизијске области. У априлском рату 1941. заробљен и одведен у заробљенички логор Оснабрик, где од првих дана осуђује капитулантско држање генерала и виших официра Југословенске војске, и опредељује се за НОП. Био је члан Антифашистичког одбора ратних заробљеника. У октобру 1944. предат је Гестапоу, који га је спровео у концентрациони логор Дахау где је и убијен.